# 陳瑞鈿
陳瑞鈿（Arthur Chin，1913年10月23日—1997年9月3日），美國華僑，二次大戰美國第一批王牌飛行員之一。

## 出身
陳瑞鈿出生於美國奧勒岡州波特蘭，父親是籍貫廣東台山的中國人，母親是秘魯人。他的鼻樑高挺，擁有一雙藍色的大眼睛，後來與周志開以及有空中趙子龍之稱的劉粹剛同為中華民國空軍中的美男子。
因1931年九一八事變後，日本帝國主義侵略中國的意圖日益顯明，美國舊金山、波特蘭、紐約、洛杉磯、芝加哥、底特律、檀香山、鳳凰城、土桑以及加拿大等地華僑，不約而同地以戰略的眼光，為加強中國的空戰力量，掀起了航空救國活動。他們一方面積極籌款購買飛機獻給祖國，一方面積極創辦航空學校和航空學會。在奧勒岡州波特蘭的美洲華僑航空學校在九一八事變後二、三個星期內即開始籌建，聘航空師如第一次世界大戰王牌飛行員布朗（Arthur Roy Brown)等為教練，前後辦過兩期，共有三十六個學員，二十九人畢業。其中陳瑞鈿與同學黃泮揚、李月英、黃桂燕、蘇英祥、雷炎均、劉龍光、林覺天、雷國來、楊仲安、鄺廷等二十五人畢業後即由波特蘭市航空救國會資送歸國，各自尋找加入中國空軍的機會。

## 戰績

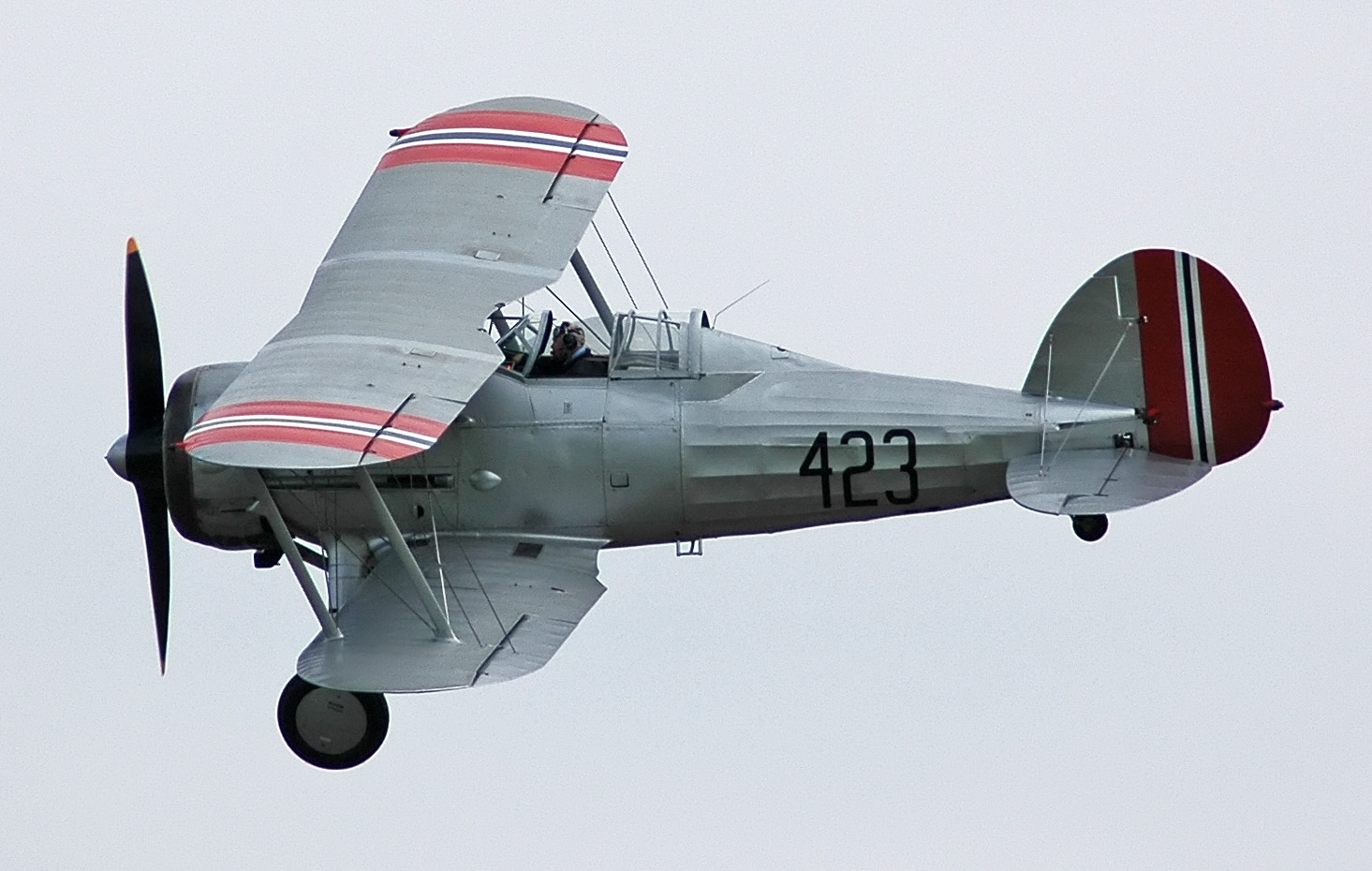
陳瑞鈿的戰績大多是駕駛英製格鬥士式戰鬥機取得

1932年19岁的陈瑞钿在愛國主義的驅使下返回中国加入陳濟棠之廣東空軍，1932年12月1日任準尉見習飛官，1933年2月23日昇任少尉。1935年，他被派往德国慕尼黑学习战斗机飞行和战术，於1936年9月1日晋升中尉。1936年兩廣事變時，在司令黃光銳的率領下，廣東空軍全數北上投奔蔣中正。1937年2月至6月，陈瑞钿被分配在杭州笕桥中央航校任战斗机飞行教官，為司徒福的飛行教官。1937年6月10日，陈瑞钿任第5大队28中队副中队长。
抗日戰爭爆發後，陳瑞鈿所屬的五大隊駐紮於南京附近，並參加了八一四空战。而陳瑞鈿第一次空戰勝利紀錄為1937年8月16日驾驶美製雙翼柯蒂斯鷹（霍克）II戰鬥機擊傷一架自台灣松山機場起飛的日本的九六式陸上攻擊機，這架被擊中58次、油箱被擊中、機槍手被擊傷一員的轟炸機將所有可以拋棄的東西都丟棄之後勉強迫降於韓國濟州島。雖然未親眼見擊落，陈瑞钿被認定擊毀一架敵機，首开了自己击落敌机的纪录。但這場空戰中陈瑞钿的飛機也遭擊傷，飛回機場迫降因煞車失靈而機尾朝天。
1937年9月陈瑞钿率領四架寇蒂斯鷹（霍克）II型戰機去保護廣東韶關飛機製造廠，至10月6日敵機9架來襲韶關，陳瑞鈿副隊長率機4架協同友機起飛迎擊，隊員黃元波當場擊落水上飛機一架。7日日軍二十餘架空襲英德，鷹（霍克）II型戰機4架起飛迎擊與日海軍航空隊九六式艦載攻擊機6架接戰，後日軍4架九六式艦載戰鬥機破空而下攻擊，此時雖有友機
鷹（霍克）III型戰機前來馳援，但在飛機性能不如日軍下1架鷹（霍克）III型戰機遭擊落（2909號，陳順南駕駛），鷹（霍克）II型戰機1架（2807，黃元波），另兩架受傷迫降（周靈虛的2809號與陳其偉的3-1號霍克II）；至此防衛廣東的霍克II僅剩一架擁有作戰能力。
五大隊於1938年初換裝英國製格鬥士式戰鬥機，1938年2月，陈瑞钿帶領28中隊接收的11架格鬥士戰機從衡陽機場轉場南昌機場，中途因暴風雪導致包括陈瑞钿在內的3架飛機迫降。陈瑞钿駕駛的2801號迫降時撞山損失，右眼眶負傷，駕駛2805號機的分隊長邵膺續迷航跳傘，駕駛2802號機的周靈虛飛機迫降受損，這使他後來率領28隊時僅使用9架格鬥士式戰機作戰。
在1937年至1939年间，因被認定擊毀五架半敵機而榮獲「王牌飛行員」頭銜，并协助僚机击落敌机三架。在空战中，他骁勇奋战，其座机曾三度被敌机击落，但都跳伞成功幸运生还。
另一位王牌是美國華僑黃新瑞，由少尉飛行員因戰功晉升至中隊長、大隊長，有擊落日機八架的紀錄；於空戰中受傷兩次，座機被敵擊毀跳傘兩次，最後一次機毀墜地傷重不幸殉國。
1937年12月1日升任28中隊少校中队长。1939年8月28中隊從五大隊移編空軍三大隊補充該隊戰力，陈瑞钿升任三大队副大队长，後因三大隊隊長吳汝鎏戰死，同年12月升任任空军第三大队大队长。1939年崑崙關戰役時陈瑞钿曾两度率机掩护苏联援华空军進行轟炸任務。12月27日邕宁附近上空的战斗中，中華民國的3架飞机与日軍十多架戰機遭遇，经过长达1小时的激烈空战，中方击落了3架日軍戰機，但中方三架戰機亦遭擊落。在战斗中，陈瑞钿的座机油箱不幸被敌机击中起火，自己全身也着了火。他带火跳伞，为借助高速气流吹灭身上的火焰，他跳伞后并未及时开伞，始终保持清醒的头脑直到快着陆时才开伞，虽然跳伞成功，但面部和全身上下仍被大面积烧伤，由於當地交通不便，三天後才被送往柳州醫院，此時，他的面部傷口已經感染發炎，加上當地醫療條件較差，無法得到妥善的治療。以後輾轉至香港、衡陽，最後經「飛虎隊」陳納德將軍和宋美齡的努力，才於1940年將他送回美國治療，五年的面部整容治療，惜未成功，身體狀況已無法駕駛戰鬥機。
1945年陳瑞鈿以美軍的身分返回中國，擔任駝峰航線運輸機駕駛任務。戰後退役，加入中國航空（CNAC）任飛行員。

## 擊落敵機列表
| 日期           | 敵機                            | 結果                   | 駕駛飛機             | 地區     | 單位   |
| -------------- | ------------------------------- | ---------------------- | -------------------- | -------- | ------ |
| 1937年 8月16日 | 三菱 九六式陸上攻擊機           | 擊落（日本記錄為擊傷） | 寇蒂斯鷹II型戰機     | 江蘇太湖 | 28中隊 |
| 9月27日        | 三菱 九六式陸上攻撃機           | 擊落                   | 寇蒂斯鷹II型戰機     |          | 28中隊 |
| 1938年 5月31日 | 中島 九五式水上偵察機           | 擊落                   | 格鬥士式戰鬥機       | 廣西     | 28中隊 |
| 6月16日        | 三菱 九七式重爆撃機             | 擊落                   | 格鬥士式戰鬥機 #2802 | 廣東韶關 | 28中隊 |
| 6月16日        | （可能是）三菱 九六式陸上攻撃機 | 擊傷                   | 格鬥士式戰鬥機 #2802 | 廣東韶關 | 28中隊 |
| 8月3日         | 三菱 九六式艦載戰鬥機           | 擊傷                   | 格鬥士式戰鬥機 #2809 | 湖北     | 28中隊 |
| 8月3日         | 三菱 九六式艦載戰鬥機           | 擊落                   | 格鬥士式戰鬥機 #2809 | 湖北     | 28中隊 |
| 1939年 2月11日 | 三菱 九七式司令部偵查機（海軍） | 共同擊傷               | 格鬥士式戰鬥機       | 廣西     | 32中隊 |
| 12月           | 不能證實                        | 擊落                   | 格鬥士式戰鬥機       | 廣西     | 32中隊 |
| 12月27日       | 三菱 九六式艦載戰鬥機           | 擊落                   | 格鬥士式戰鬥機       | 廣西     | 32中隊 |
| 12月27日       | 三菱 九六式艦載戰鬥機           | 擊落                   | 格鬥士式戰鬥機       | 廣西     | 32中隊 |
| 12月27日       | 三菱 九六式艦載戰鬥機           | 共同擊傷               | 格鬥士式戰鬥機       | 廣西     | 32中隊 |

總記擊落8架，共同擊落1架，擊傷2架，共同擊傷1架。

## 被忽略的英雄
1946年，陳瑞鈿被美國出版社以《真正英雄的動人故事》（Thrilling Stories about Real People）為題介紹其不凡的戰績。他在抗日期間被譽為「中國戰鷹」（China's Warhawk），同時也被編成美國課外讀物《中國戰鷹》出版。
雖然在對日抗戰期間陳瑞鈿獲得明確戰功並在國外十分出名，但在國內由於他不屬於國民政府嫡系空軍（主要指筧橋航校畢業以及屬於國府建立的空軍第四大隊之飛官體系），也並未像雷炎均一般受到特別培養，又加入美軍，因此在國民政府長達數十年的抗日宣傳中這位外籍王牌飛行員的功績被刻意忽略。雖然在冷戰時代，陳瑞鈿仍支持在台灣的中華民國政府，並曾返回台北出席雙十國慶紀念活動。

### 勳獎
國民政府
抗戰勝利勳章，三等復興榮譽勳章，六等雲麾勳章，三等宣威獎章，五星星序獎章，六星星序獎章，忠貞獎章，干城甲種二等獎章
美國
總統褒揚獎章，飛行優異十字勳章，空軍獎章，亞太戰區作戰獎章，二戰勝利獎章，美國作戰航空員名人堂王牌飛行員獎章

### 美國二次大戰第一位王牌
前「飛虎隊」飛行隊員–當時擔任奧勒岡參議員的肯恩‧傑恩斯特（Ken Jernstbt）得知他的勳績後，歷經幾十年的力薦，最終使陳瑞鈿入選「空戰王牌英雄榜」。1995年2月24日美國政府頒發飛行優異十字勳章。1997年10月4日，位於德克薩斯州的美國空中武力遺產博物館空戰英雄名人堂舉行表揚儀式，陳瑞鈿在去世一個月後受追封為美國二次大戰空戰英雄名人堂的第一批美國空戰王牌英雄之一。陳瑞鈿是美國二次大戰空戰英雄名人堂第一位空戰王牌（Ace）英雄。

### 總統褒揚令
中華民國總統馬英九2009年4月16日明令褒揚，以表彰陳瑞鈿在抗日戰爭期間，誓為護民前鋒，勇作邦家干城，戰功彪炳之卓越貢獻。

中華民國前空軍三大隊副大隊長陳瑞鈿，恢奇貞固，冠道履仁。長年僑居海外，心繫故國河山；躬歷空軍行伍，參預對日抗戰，投戎展志，響應號召。其間，獨自擊毀敵機六架，協助僚機殲落三架，振旅搴旗，捕天浴日，享有「王牌飛行員」、「中國戰鷹」令譽。嗣邕寧之役臨危受命，力禦外侮負傷；駝峰任務冒險犯難，輸運戰略物資，撥亂安攘，迭膺重寄；忘身衛國，義無反顧。曾獲頒六等雲麾勳章、二次世界大戰勝利獎章、亞太戰區作戰獎章、美國空軍飛行十字勳章暨空軍獎章等殊榮，崇勳懋績，忠藎垂型。綜其生平，誓為護民前鋒，勇作邦家干城，飛將鐵翼，戰功彪炳；踔厲精誠，楷範足式。斯人已遠，軫悼良殷，應予明令褒揚，用示政府篤念遺烈之至意。

總　　　統　馬英九　　　　

行政院院長　劉兆玄　　　　

### 空軍軍官學校學生活動中心命名為「瑞鈿樓」
2009年9月1日，在國防部長陳肇敏的主持下，台灣的岡山空軍軍史館正式舉辦了「中華戰鷹陳瑞鈿」特展，而在空軍軍官學校校長田在勱的主持下，也將官校內的學生活動中心正式命名為「瑞鈿樓」。

## 家庭
陳瑞鈿結過三次婚。第一位夫人是愛國華僑伍月梅，是孫中山革命政府外交官員之女，她是在廣東讀書時與陳瑞鈿認識的。在一次日本飛機夜襲柳州時，為救丈夫，她撲伏在丈夫身上，不幸被彈片擊中遇難，二人育有2男 Gilbert Chin 及 Steve Chin。第二位夫人是他在美國五年治療燒傷期間結識的美國護士小姐，弗朗西斯‧慕妲娔（Francis Murdock），育有一女，但因1945年陳瑞鈿又返回中國參加抗日，兩人因此分手。第三位夫人是楊瑞芝，是在中國航空公司工作時認識的，於1948年結婚，育有一個男孩。陳瑞鈿現共有子女4人、孫子10人，曾孫1人。

## 郵局生涯
1949年陳瑞鈿返美，1952年在奧勒岡州碧彿屯（Beaverton）的郵局工作，直到1983年退休。2008年2月美國奧勒岡州的聯邦眾議員吳振偉（David Wu）提案將奧勒岡州碧彿屯的郵局命名為「陳瑞鈿少校郵局大樓」。該提案是眾議院第5220號提案，小布希總統在2008年5月7日簽署成為法律。

### 引用
1. 1 2  （英文） Biplane fighter aces
2. ↑  难忘英雄---抗战时期我国的王牌飞行员
3. ↑  空軍百戰英雄黃新瑞
4. ↑  （英文）美國二次大戰空戰英雄名人堂陳瑞鈿網頁
5. ↑  褒揚令—陳瑞鈿
6. ↑  （英文）白宮新聞稿
7. ↑   參: